# Guachochic
Guachochic là một đô thị thuộc bang Chihuahua, México. Năm 2005, dân số của đô thị này là 45881 người.